# Jolanta Jaszkowska
Jolanta Jaszkowska (ur. 19 lutego 1957 w Szczecinie) – polska piosenkarka. Obecnie związana z Teatrem Sabat w Warszawie, gdzie oprócz regularnych występów w spektaklach rewiowo-muzycznych, pełni też funkcję kierownika muzycznego. 

## Życiorys
Ukończyła szczecińską Państwową Szkołę Muzyczną w klasie skrzypiec oraz Średnią Szkołę Muzyczną w klasie wokalistyki operowej w Szczecinie. Współpracowała z Teatrem Muzycznym w Szczecinie. Występowała w grupach wokalnych: Hajduczki, Telegram. Razem z George Lange Set występowała też w klubach Szwecji, Finlandii, Norwegii, Niemiec, Szwajcarii, USA i na Bliskim Wschodzie. 
W Polsce zadebiutowała na I Festiwalu Piosenki Włoskiej w Zamościu w 1988 roku, gdzie zdobyła II nagrodę. W 1989 roku z piosenką Każdy swego pana ma wygrała koncert Od Opola do Opola. Koncertowała też dla Polonii w USA, gdzie nagrała debiutancki album Chcę Kochać, Pragnąć, Chcę Żyć. Płyta została wydana w 1991 roku (wyd. Magic Sound Pomaton).

## Wybrane piosenki
- Bez ciebie sypiam gorzej (muz. J. Dobrzyński, sł. Justyna Holm)
- Dokąd zabierze nas muzyka (muz. J. Piątkowski, sł. Wojciech Mann)
- Każdy swego pana ma (muz. Antoni Kopff, sł. Andrzej Mogielnicki)
- Mgiełka (sł. Janusz Kondratowicz)
- Milczące wodospady (muz. Ryszard Sygitowicz)
- Miłość słodkie zna zaklęcia (muz. Jarosław Kozidrak, sł. Beata Kozidrak)
- Najtrudniejszy pierwszy krok (muz. Jarosław Kukulski, sł. Lech Konopiński, W. Ścisłowski)
- Pejzaż z melancholią w tle (sł. A. Kopff, sł. Jan Wołek)

## Dyskografia, ścieżki dźwiękowe
Albumy:
- 1989 – Ryszard Sygitowicz Nikt nie woła (utwór: "Milczące wodospady")
- 1990 – Piosenki Anny Jantar (utwór: "Najtrudniejszy pierwszy krok")
- 1991 – Chcę kochać, pragnąć, chcę żyć, wydany tylko w USA
- 1993 – Janusz Kondratowicz Twoje przeboje (utwór: "Mgiełka")

Ścieżki dźwiękowe:
- 1994 – film Królestwo Zielonej Polany
- 1997 – film Herkules

## Teatr
- 2001 – Serenada księżycowa, czyli pamiętnik gentelmena, Teatr Sabat
- 2005 – Od Chopina do Moniuszki – Pejzaż polskich łąk, Teatr Sabat
- 2006 – Pocałunki świata, Teatr Opera